# Селчоара (комуна, Яломіца)
Селчоара (рум. Sălcioara) — комуна у повіті Яломіца в Румунії. До складу комуни входять такі села (дані про населення за 2002 рік):
- Раші (1309 осіб)
- Селчоара (1304 особи)

Комуна розташована на відстані 63 км на схід від Бухареста, 38 км на захід від Слобозії, 145 км на захід від Констанци, 133 км на південний захід від Галаца.

## Населення
За даними перепису населення 2002 року у комуні проживали 2613 осіб, усі — румуни. Усі жителі комуни рідною мовою назвали румунську.
Склад населення комуни за віросповіданням:
| Релігія     | Кількість осіб | Відсоток |
| ----------- | -------------- | -------- |
| православні | 2611           | 99,9%    |
| адвентисти  | 1              | < 0,1%   |

## Зовнішні посилання
- Дані про комуну Селчоара на сайті Ghidul Primăriilor